# Glypta bifoveolata
Glypta bifoveolata là một loài tò vò trong họ Ichneumonidae.